# それが愛というものだから
「それが愛というものだから」(That's the Way Love Goes)は、ジャネット・ジャクソンの楽曲で、5枚目のスタジオ・アルバム『ジャネット』の先行シングル。

## 解説
ジェームス・ブラウンの「Papa Don't Take No Mess」とハニードリッパーズの「Impeach the President」をサンプリングしている。
宇多田ヒカルの「Addicted To You」のUnderwater Mixではこの曲のフレーズが使われている、どちらの曲もジャム&ルイスによるプロデュースである。
Billboard Hot 100では8週連続1位を記録。マイケルを含むジャクソン・ファミリーの中でも最長の記録となっている
ミュージック・ビデオには無名時代のジェニファー・ロペスが出演している。
1993年のMTV Video Music Awardsでは「イフ」とのメドレーでこの曲が披露された。

## 収録曲
3" シングル
1. それが愛というものだから (アルバム・ヴァージョン) - 4:24
2. それが愛というものだから (インストゥルメンタル)  - 4:24